# Girl on the Train (Film)
Girl on the Train (Originaltitel: The Girl on the Train) ist ein US-amerikanischer Thriller des Regisseurs Tate Taylor aus dem Jahr 2016. Er basiert auf dem gleichnamigen Roman von der britischen Autorin Paula Hawkins.
Der Film erschien am 7. Oktober 2016 in die nordamerikanischen Kinos. In Deutschland startete er am 27. Oktober 2016.

## Handlung
Die Alkoholikerin Rachel Watson fährt täglich mit dem Zug nach Manhattan. Dabei passiert sie den Vorort, in dem sie früher mit ihrem Ex-Mann Tom gewohnt hat. Sie beobachtet mit Interesse das übernächste Haus, in dem ein, wie ihr scheint, glückliches Paar wohnt. Es handelt sich um das Ehepaar Megan und Scott Hipwell. Megan ist bei Tom und dessen jetziger Frau Anna Kindermädchen.
Eines Tages beobachtet Rachel, wie Megan auf der Veranda mit einem Fremden Zärtlichkeiten austauscht. Später sieht sie im Fernsehen, dass Megan vermisst wird. Am Tag ihres Verschwindens war Rachel am Wohnort ihres Ex-Manns aus dem Zug ausgestiegen. Als sie am nächsten Tag mit blauen Flecken und Wunden aufwachte, kann sie sich nicht erinnern, was passiert war. Schon früher hatte sie oft solche Blackouts, worauf Tom ihr stets ein Fehlverhalten aufgrund ihres Alkoholkonsums vorgeworfen und ihr Schuldgefühle bereitet hatte.
Rachel sucht Scott Hipwell auf, gibt sich als Bekannte von Megan aus und berichtet ihm von ihrer Beobachtung auf der Veranda. Er erzählt ihr, dass Megan bei einem Psychologen in Behandlung sei, den Rachel auf Fotos als den Mann auf der Veranda wiederzuerkennen glaubt. Rachel fühlt sich so gut wie schon lange nicht mehr, weil sie das Gefühl hat, zur Aufklärung des Falles beitragen zu können. Schließlich wird Megan ermordet aufgefunden. Nachdem Megans Psychologe ein Alibi vorweisen kann, verdächtigt die Polizistin Riley neben Scott auch Rachel.
Schließlich kehren Rachels Erinnerungen zurück. Sie erfährt, dass Tom sie wegen der Blackouts belogen hat und sie in Wahrheit keine Ausraster hatte. Außerdem hatte sie Tom an dem fraglichen Tag mit Megan zusammen gesehen, mit der er ein Verhältnis hatte. Tom wollte eine Aufdeckung der Beziehung verhindern und schlug Rachel nieder. Anschließend fuhr er mit Megan in den Wald, wo sie ihm sagte, dass sie – wahrscheinlich von ihm – schwanger sei. Es kam zu einer Auseinandersetzung, in deren Verlauf Tom Megan mit einem Stein erschlug.
Rachel sucht Tom und Anna in ihrem Haus auf, um sie mit der Wahrheit zu konfrontieren. Tom versucht, sie zu erwürgen. Als sie flüchtet, greift sie sich einen Korkenzieher, den sie Tom, als er sie einholt, in den Hals rammt. Anna, die Toms Brutalität beobachtet und erkennt, dass es sich um Notwehr gehandelt hat, kommt hinzu und tötet den noch röchelnden Tom. Anna sagt zugunsten Rachels aus, sodass sie nicht bestraft wird.

## Produktion
Für die Rolle des Scott Hipwell war anfangs Jared Leto im Gespräch. Er wurde jedoch im November 2015 durch Luke Evans ersetzt. Ebenfalls sollte anfänglich Chris Evans die Rolle des Tom Watson spielen, wurde jedoch durch Justin Theroux ersetzt.
Der Roman spielt in London; für den Film wurde die Handlung in die Vereinigten Staaten verlegt. Paula Hawkins zeigte sich „nicht besonders beunruhigt über die Verlegung, weil ich denke, dass diese Geschichte in jeder Pendler-Stadt spielen kann“.
Die Dreharbeiten fanden vom 4. November 2015 bis zum 30. Januar 2016 in New York City und im Westchester County, unter anderem in der Stadt White Plains, statt. Paula Hawkins hatte ursprünglich einen Cameo-Auftritt im Film, dieser wurde jedoch in der Postproduktion geschnitten.

## Rezeption

### Kritiken
Rotten Tomatoes zählte 132 positive und 166 negative Rezensionen.
Metacritic zählte 13 positive, 27 gemischte und 9 negative Veröffentlichungen.
Auf Internet Movie Database wurde bei 159.582 Nutzern die gewichtete Durchschnittsnote 6,5 von 10 ermittelt.
Die Deutsche Film- und Medienbewertung (FBW) verlieh dem Film das Prädikat Besonders wertvoll.